# Juan Justo Uguet

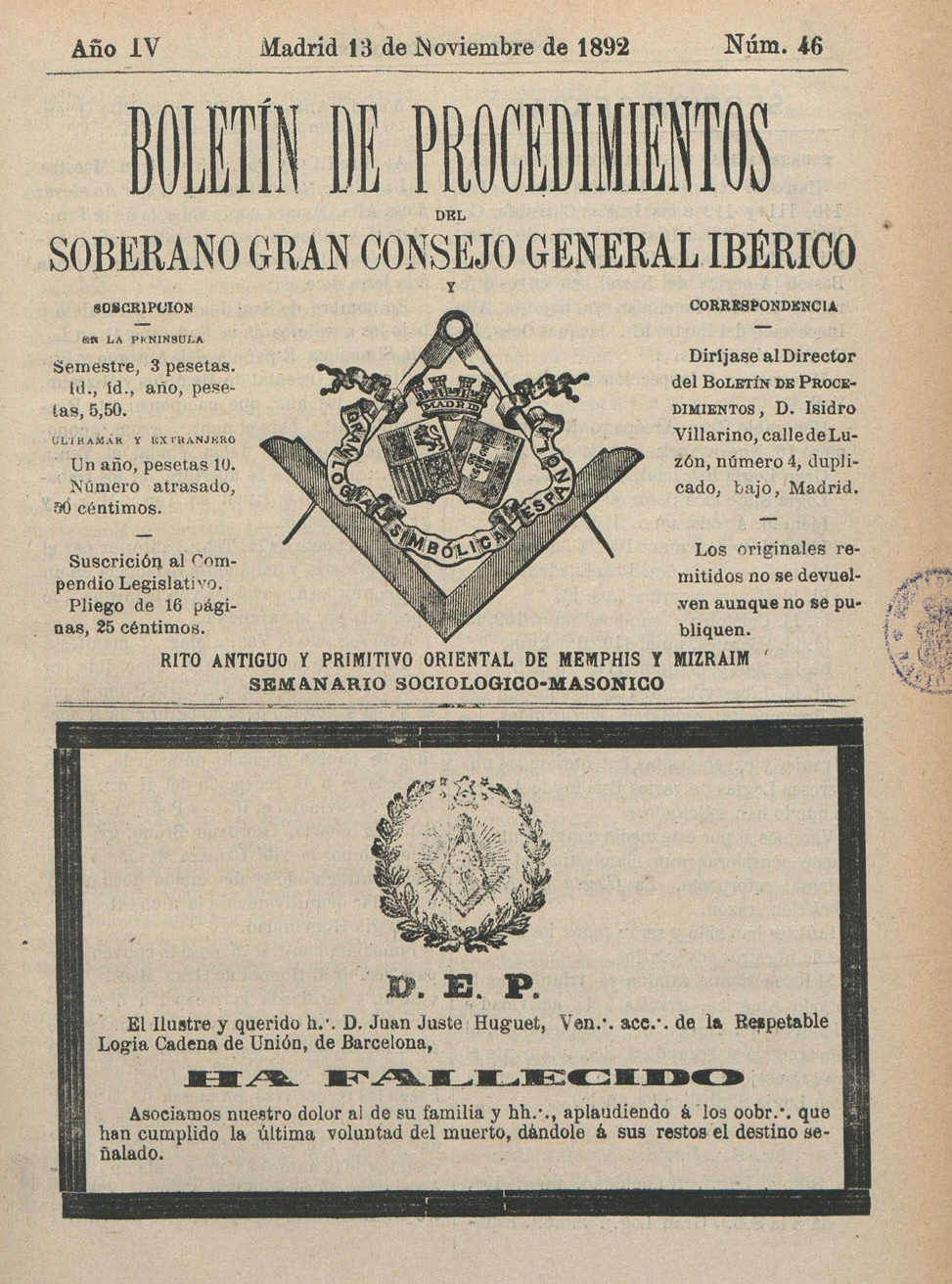
Esquela de Juan Justo Huguet (sic), venerable aceptado de la logia Cadena de Unión de Barcelona, publicada en el número 46 del Boletín de procedimientos del Soberano Gran Consejo General Ibérico, 13 de noviembre de 1892.

Juan Justo Uguet fue un escritor español de la segunda mitad del siglo XIX.
Nació en 1823 en Vinaròs, hijo de Agustín UGUET FORNER, rico comerciante y alcalde de la ciudad. Residió en Teruel y en Barcelona y en 1857 dirigió el periódico de Teruel La Aurora.
Desde sus primeros años fue compasivo con los pobres, lo que le granjeó s estima al encontrar en el lugar un generoso protector. Puede decirse que sus ideas y sus tendencias y sus convicciones, claramente democráticas, estuvieron en él y se desarrollaron al fuego del eminente espíritu liberal de los autores de su tiempo y del pueblo que lo vio nacer.
En 1887 ya vestía el uniforme de miliciano nacional, como integrante del batallón de esta ciudad, siendo objeto de especial atención de sus compañeros que al menos le doblaban la edad.
A principios de 1838 ingresó como becario en el colegio P. P. Escolapios de la ciudad de Valencia donde estudió latín, instalándose dos años más tarde en las calles de Barcelona, que en su momento figuraban como una de las más acreditadas. de su época en la que completó sus estudios de filosofía, profundizando sus conocimientos a través del estudio de la historia natural, la astronomía, la contabilidad, el francés, el inglés y el italiano complementado con la caligrafía, la música, el dibujo, la pintura, la equitación y la esgrima. En 1848, estaba estudiando en Valencia, cuando un puñado de entusiastas izó por primera vez en España la tricolor, fue uno de los que más resueltamente se apresuró a tomar parte activa en este movimiento iniciado por los Pegos, Sendra, Ibars y Ferrer en las provincias de Alicante y Valencia y Masip y Alegre en la de Castellón de la Plana.
Perseguido y hostigado por la policía y la guardia civil, tuvo la suerte de encontrar refugio en Sagunto donde permaneció escondido hasta que logró obtener el indulto gracias a las gestiones del honrado notario don Joaquim Soriano.
En 1854 fue alcalde de la ciudad de Vinaros durante la pandemia del cólera. Dedicó la ciudad a San Sebastián durante la epidemia de coléra.
Poco después sufrió una feroz persecución por estar implicado en los hechos que provocaron la muerte del desgraciado Sixto Cámara, la Guardia Civil atacó y tuvo que huir. En 1867, cooperó con todas sus fuerzas en la obra revolucionaria en la provincia de Barcelona y perseguido por la policía, tuvo que emigrar. De regreso de incógnito a España, pocos días antes del manifiesto de Cádiz, prosiguió su labor revolucionaria en la provincia de Barcelona con el difunto Luici di Zagri, del estado mayor de Garibaldi y dos oficiales españoles que se destacaron en las memorables jornadas de Mentana y Monte Rotondo.
Triunfada la revolución, el señor UGUET, cuyo nombre ya era conocido en la República de las Letras, volvió a su vida ordinaria de estudio y trabajo dejando alguno republicanos que se apropiaban de los laureles ajenos.
A raíz de estos hechos formó parte de la redacción del periódico republicano "La alianza de los pueblos" fundado conjuntamente con los comités revolucionarios de París y cuando este periódico fue suprimido, publicó "El Guirigay" de 1869, ilustrado por el pozo -conocido diseñador Puiggari y del ilustre Tomás Padró, de quien fue el más íntimo amigo.
La campaña de El Guiriday le valió el embate de la prensa, la imprenta y la litografía que se apoderaron de todos sus libros y documentación. Fue sometido a un consejo de guerra y fue condenado a 12 años de prisión perdiendo todos los intereses que había integrado en el diario, que buscaba ocultar para escapar de su condena.
Más tarde, el indulto concedido a los condenados por delitos de imprenta, el partido fusionista llega al poder y cuestiones de intereses personales y familiares le llevan a Teruel donde funda el periódico "L'Antocha" cuya campaña es muy conocida en esta comarca y cuyas obras en favor de la democracia le valió un destierro antes de morir".
También fue considerado un buen escritor. Entre las obras que dejó algunas merecen reconocimiento y son: "Una obra de Carpinterta y Arquitectura, Adelina, El árbol caído, Los Mandamientos de la ley de Dios, El Remordiliento, Los hijos des Sol, novela científica, Episodios de la Biblia y algunas traducciones de esta, Amor y Arte, La dinina Tragedia, La esposa mártir, Las mujeres hermosas, La guerra de oriente, fragmento de un poema titulado la Redéncion, ídem de los Almogavares, maldita sea la guerra, El crédito sin conciencia, El último toque, obras dramáticas"
Fue condenado por su pertenencia a la masonería, pero su sentencia nunca se llevó a cabo. El franquismo antimasónico publicó su condena el 5 de junio de 1944 tras muchas investigaciones (archivos nacionales españoles) cuando ya había muerto, lo que tuvo el efecto de atenuar su memoria, arrojando al olvido sus múltiples obras y su calidad humana. 
Fue el creador de la sociedad de socorro en Vinaròs "La proctetora".
Estaba casado con Doria Concepción MARQUES BONAGARDE. Tuvo tres hijos : Elías, José María y Virginia. José-María UGUET MARQUES se convirtió en un gran ingeniero forestal en España (1845-1921). su hermano Estanislao UGUET, fue alcalde de Vinaroz (1859-1862), estuvo casado con doña Palmira de Febrer, nieta del Marqués de Gironella Febrer y Calderón.
Murió el 2 de noviembre de 1892 en Gracia (Barcelona).

## Otras obras
Publicó:
- Una flor querida, novela sentimental (Madrid, 1859)
- Adelina, novela (Madrid, 1859)
- La Redención, poema (Madrid, 1859)
- Los mandamientos de la ley de Dios, novela (Barcelona, 1865)
- El árbol caído, novela (Madrid, 1864) con un hommaje à su hermano Estanislao
- Los almogávares, poema (Barcelona, 1867)
- Las primeras bellezas del mundo, o sea, la Santa Biblia (Antiguo y Nuevo Testamento) puesta en forma episódica y dialogada (Barcelona, 1878)
- Historia de la vida, hechos y astucias de Bertoldo, le de su hijo Bertoldino, y la de su nieto Cacaseno, Barcelona, sociedad editoprial la maravilla, 1864
- Catecismo político, Barcelona, Biblioteca revolucionara, 1868
- El carpintero moderno
- El remordimiento o la fuerza de la conciencia, novela, Barcelona, 1872
- La Santa biblia, Barcelona, 1878
- El crédito sin conciencia, Barcelona